# HellermannTyton
HellermannTyton è un’azienda britannica con aziende affiliate presenti in 36 paesi che realizzano e forniscono prodotti per il fissaggio, la legatura, l'identificazione, l'isolamento e la protezione dei cavi. Il gruppo dispone di 12 siti produttivi e conta più di 3.800 collaboratori in tutto il mondo. È stata quotata nella London Stock Exchange fino alla sua acquisizione da parte di Delphi Automotive nel Dicembre 2015.

## Storia
HellermannTyton Italia è stata fondata nel 1995.